# 藤原賴經
藤原賴經（日语：／ Fujiawra no Yoritsune，1218年2月12日—1256年9月1日）是日本鎌倉幕府第四代征夷大將軍。

## 生平
又名九條賴經，五攝家之一的九條道家之子，所以被稱為攝家將軍。母親為西園寺公經與一條全子之女西園寺倫子，兄弟是西園寺實氏。出生於寅年寅日寅刻，幼名「三寅」。
建保7年（1219年）源實朝被暗殺後、源家絕後，鎌倉幕府之執權北條義時及尼將軍北條政子本計劃迎皇族繼任將軍，但後鳥羽上皇反對，遂迎立九條賴經（他的母亲西園寺倫子是源赖朝同母妹坊門姬的外孙女）為征夷大將軍。其時九條賴經只得兩歲，實為傀儡。6年後嘉祿元年（1225年）元服改名為賴經，迎娶比自己年長十五歲、第二代將軍源賴家之女竹御所為妻。
因父親九條道家及外祖父西園寺公經的實權威脅到在關東的幕府。在西園寺公經死去後、北條氏對九條道家更為反感，深感九條道家會對幕政介入。在與執權北條經時關係險惡的情況下，在寬元2年（1244年）、突然被逼讓位及其子藤原賴嗣，但仍逗留在鎌倉。其後北條光時等以藤原賴經為反北條氏勢力的中心，被北條氏察覺到後在建長3年（1251年）送還到京都。
藤原（九條）賴經及藤原（九條）賴嗣二代被稱為攝家將軍。

## 官職位階履歷
嘉祿元年（1225年）12月29日元服。
嘉祿二年（1226年）1月27日任征夷大將軍。 3月25日、升任從四位上、轉任右近衛中將。4月8日、升任正四位下、右近衛中将如元。 
貞永元年（1232年）1月30日備後權守兼任。2月27日升任從三位、右近衛中將備後權守如元。
天福元年（1233年）1月28日轉任權中納言。 
文曆元年（1234年）12月21日升任正三位、權中納言如元。 
嘉禎元年（1235年）10月8日兼任陸奥出羽按察使。11月19日、升任從二位、權中納言、陸奥出羽按察使如元。 
嘉禎二年（1236年）7月20日升任正二位、權中納言如元。兼任民部卿、除去陸奥出羽按察使之職。 
曆仁元年（1238年）2月24日右衛門督兼任。除去民部卿之職。2月25日兼任檢非違使別當。3月7日升任權大納言、檢非違使別當・右衛門督如元。4月18日權大納言檢非違使別當・除去右衛門督之職。 
寬元二年（1244年）4月28日辭去征夷大將軍之職。7月5日出家。法號行賀。 
| 藤原賴經      |                                        |                 |
| 军职          |                                        |                 |
| 前任： 源實朝 | 征夷大將軍 1226年2月25日－1244年6月5日 | 繼任： 藤原賴嗣 |